# Pristomerus kendarensis
Pristomerus kendarensis är en stekelart som beskrevs av Kusigemati 1984. Pristomerus kendarensis ingår i släktet Pristomerus och familjen brokparasitsteklar. Inga underarter finns listade i Catalogue of Life.